# Hans-Jürgen Reznicek

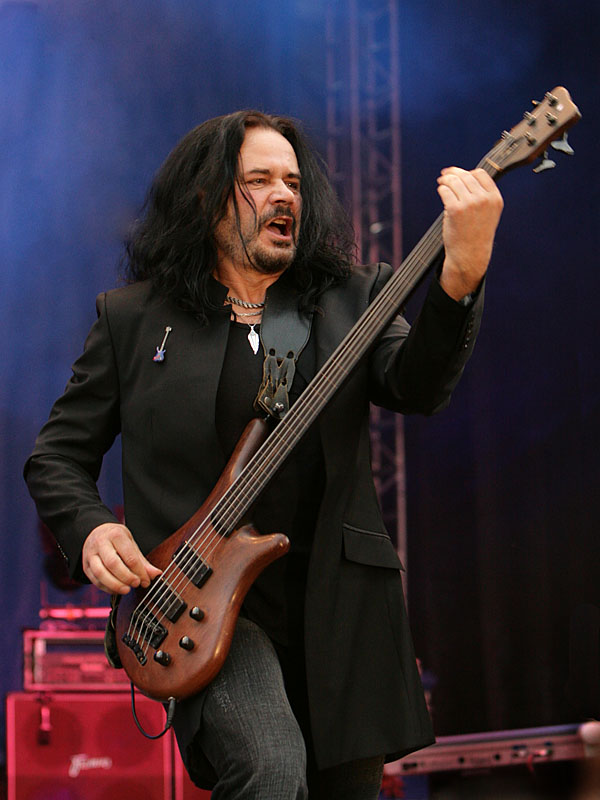
Hans-Jürgen Reznicek bei einem Auftritt mit Silly in Chemnitz (2007)

Hans-Jürgen „Jäcki“ Reznicek (* 29. November 1953 in Dresden-Lockwitz) ist ein deutscher Bassist, vorwiegend für Rockmusik und Jazz.

## Leben
Reznicek fing Anfang der 1970er Jahre an, nach dem Vorbild von Paul McCartney Bass zu spielen. Nachdem er und seine Band von der Einstufungskommission abgelehnt worden waren, nahm er Musikunterricht. Sein Lehrer empfahl ihm ein Musikstudium an der Hochschule für Musik „Carl Maria von Weber“ Dresden, das er dann aufnahm. Während des Studiums spielte er in verschiedenen Jazz- und Schlagerbands, bis er von der Klaus Lenz Big Band engagiert wurde.
1979 lernte er bei der Begleitband von Veronika Fischer seine zukünftigen Bandkollegen von Pankow kennen. Er war auch ein vielbeschäftigter Studiomusiker. Nach dem Weggang von Veronika Fischer nach West-Berlin formierte sich 1981 die Band Pankow, deren Mitglied er bis 1986 blieb. Nebenbei spielte er bei den Gitarreros. In diesem Jahr wurde er als einer der wenigen Fretless-Bassisten der DDR gebeten, im Plattenstudio bei der Band Silly für den späteren Erfolgstitel Bataillon d’Amour die Fretless-Takes einzuspielen. Daraufhin wurde er abgeworben und war seitdem festes Mitglied bei Silly (wie auch Uwe Hassbecker und Ritchie Barton). Seit 1991 ist Jäcki Reznicek Dozent an der Hochschule für Musik Dresden. Er hat mehrere Basslehrbücher publiziert.
Nebenbei spielte er noch bei King Køng und zusammen mit den anderen Silly-Musikern in der Band von Joachim Witt. 2003 trat er erneut mit der Band Pankow auf, die seitdem wieder auf Tour ist. Seit 2007 tritt er wieder regelmäßig mit Silly auf. Mit East Blues Experience spielt er seit langer Zeit, erfolgreich bis heute, verschiedene Indoor-Konzerte und Open Airs.
Sein Sohn Sebastian spielte seit 2005 zeitweise Schlagzeug bei Silly. Diesen Part führt jetzt seit längerer Zeit Ronny Dehn aus, er ist der Schlagzeuger von East Blues Experience, der inzwischen bei Karat teilweise mit agiert. Zusammen mit dem Sohn spielte Jäcki Reznicek auch mit Tom Rauschhardt in dessen Band Rauschhardt.
Reznicek lebt in Berlin-Rahnsdorf.

## Diskografie
Mit Pankow
Mit Silly
Mit Klaus Lenz Big Band
- Klaus Lenz Band

Mit Klaus Lenz Modern Soul Band
- 1977: Live 77

Mit Veronika Fischer & Band
- 1978: Aufstehn
- 1980: Goldene Brücken
- 2002: Live in Berlin

Mit King Køng
- 1991: General Theory

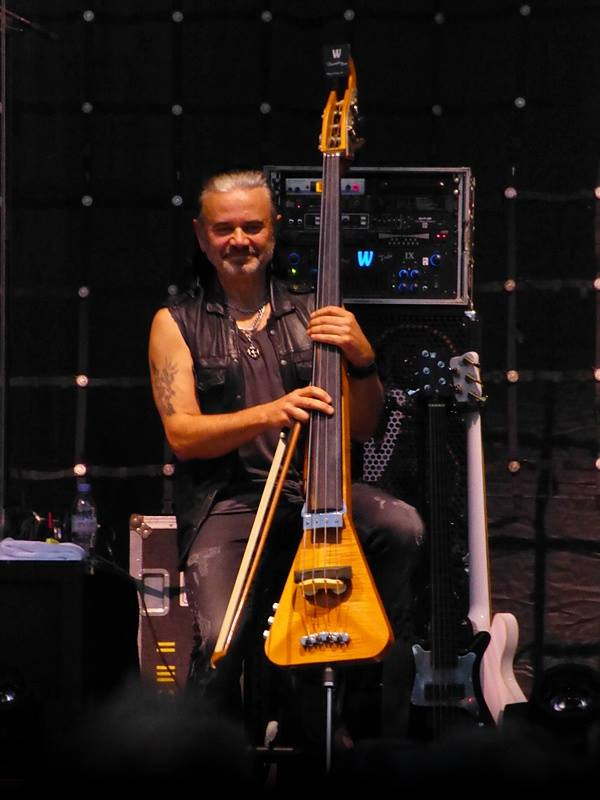
Hans-Jürgen Reznicek mit Silly am 6. September 2013 in Magdeburg

- 1992: Life Itself is Sweet, Sweet, Sweet!

Mit WITT
- 2005: Live At Secret Garden
- 2006: Bayreuth 3
- 2007: Auf ewig

Mit Gerhard Gundermann
- 1992: Einsame Spitze
- 1999: Silly + Gundermann & Seilschaft Unplugged

Mit Frank Schöbel
- 1998: Frank International

Mit Jürgen Walter
- 1981: Vor dem Wind sein

Mit Wolfgang Ziegler
- 1988: Halt mich fest

Mit Jürgen Hart
- 1979: Sing, mei Sachse sing

Mit Helga Hahnemann
- 1987: Dicke da

Mit Wolfgang Lippert
- 1983: Erna kommt

Mit Hans-Eckardt Wenzel
- 1989: Reisebilder

Mit Gaby Rückert
- 1980: Berührung

Mit Reinhard Lakomy
- 1980: Traumzauberbaum

Mit Holger Biege
- 1979: Circulus

Mit Alphaville
- 1994: Prostitute

Mit City
- 1997: Rauchzeichen

Mit Lesiem
- 2000: Mystic Spirit Voices
- 2001: Chapter 2
- 2002: Times

Mit East Blues Experience
- 1999: East Blues Experience
- 2015: Der Tag
- 2019: Make It Better

Mit Tanzwut
- 2000: Labyrinth der Sinne

Mit Sonnenbrand & Hubschrauber
- 2000: Nirvana

Mit Barbara Thalheim & Jean Pacalet
- 2004: Insel sein
- 2007: Immer noch immer

Mit Thomas Natschinski
- 2007: Weit, weit und wild

Mit Rauschhardt
- 2010: Free Falling

Mit Driftwood Holly
- 2015: Aura Borealis
- 2018: Casanova

## Schriften
- Groove Time. Deutscher Verlag für Musik / Breitkopf & Härtel Leipzig, 1989.
- Rock Bass. AMA-Verlag, 1991.
- AMA Bassgitarren-Grifftabelle. AMA-Verlag, 1995.
- Mein 1. Bass. AMA-Verlag, 1998.
- I’m Walking – JAZZBASS. AMA-Verlag, 2002.
- (Mitautor: Tom Weise) Creating Modern Bassparts. AMA-Verlag, 2007.